# Debate entre Russell e Copleston
O debate Russell-Copleston, também chamado de debate Copleston-Russell, foi um debate transmitido no BBC Third Programme em 28 de janeiro de 1948 e posteriormente em abril de 1959. O debate, cujo principais temas foram os argumentos metafísicos e morais para a existência de Deus, foi protagonizado pelos filósofos Bertrand Russell e Frederick Copleston. De acordo com Graham Oppy e Nick Trakakis, os argumentos usados neste debate tipificariam os argumentos apresentados por teístas e ateus na segunda metade do século XX, com a abordagem de Russell sendo frequentemente usada por ateus no final do século XX. 
Uma transcrição da transmissão solicitado por Michael Polanyi apareceu na edição final do outono de 1948 do periódico de curta duração Humanitas, um periódico trimestral universitário.   O texto foi reimpresso na edição britânica de Por que não sou cristão e outros ensaios sobre religião e assuntos relacionados de Russell (1957)  e em numerosas antologias desde então. 

## Visão geral
No debate de rádio da BBC de 1948 entre Bertrand Russell e Frederick Copleston, a posição de Copleston era que a existência de Deus poderia ser provada filosoficamente.  A posição de Russell era a de um agnóstico (no sentido em que ele e Copleston entendiam o termo), pois ele pensava que a não existência de Deus não poderia ser provada.  Se Russell era agnóstico ou ateu é uma questão que ele já havia abordado em 1947.  Conversando com outros filósofos, ele disse que se identificaria como agnóstico. Mas para o "homem comum da rua", ele se identificaria como ateu, pois achava que o Deus cristão não era mais provável de existir do que os deuses da Grécia Antiga e não achava nenhum dos dois "suficientemente provável para valer a pena uma consideração séria". 
Copleston argumentou que a existência de Deus pode ser comprovada por meio de demonstração por contingência e afirmou que somente a existência de Deus daria sentido à experiência moral e religiosa humana: </ref>

"Primeiramente, a existência de Deus pode ser filosoficamente provada por um argumento metafísico; segundo, é somente a existência de Deus que dará sentido à experiência moral do homem e à experiência religiosa. [...] Quanto ao argumento metafísico, aparentemente concordamos que o que chamamos de mundo consiste simplesmente em seres contingentes. Isto é, em seres dos quais nenhum pode explicar sua própria existência. Você diz que a série de eventos não precisa de explicação: eu digo que, se não houvesse um ser necessário, nenhum ser que deva existir e não possa não existir, nada existiria. A infinidade da série de seres contingentes, mesmo se provada, seria irrelevante. Algo existe; portanto, deve haver algo que explique esse fato, um ser que esteja fora da série de seres contingentes. Se você tivesse admitido isso, poderíamos então ter discutido se esse ser é pessoal, bom e assim por diante. [...] o problema da existência de Deus é um problema existencial, enquanto a análise lógica não lida diretamente com problemas de existência."

Frederick Copleston
Russell, no entanto, achou ambos os argumentos pouco convincentes. Ele argumentou que o argumento de Copleston sobre contingência é uma falácia e que há explicações melhores para nossa experiência moral e religiosa:

Primeiro, quanto ao argumento metafísico: não admito as conotações de um termo como "contingente" ou a possibilidade de explicação no sentido do Padre Copleston. Penso que a palavra "contingente" sugere inevitavelmente a possibilidade de algo que não teria esse caráter acidental, que se poderia chamar de simplesmente estar lá, e não creio que seja verdade, exceto no sentido puramente causal. Às vezes, pode-se dar uma explicação causal de uma coisa como sendo o efeito de outra, mas isso é meramente referir uma coisa a outra, e não há — na minha opinião — explicação no sentido do Padre Copleston de absolutamente nada, nem há qualquer sentido em chamar as coisas de "contingentes" porque não há nada mais que elas possam ser. [...] Não posso atribuir uma origem divina a esse senso de obrigação moral, que creio ser facilmente explicado de outras maneiras.

Bertrand Russell
.

## Links externos
Russell-Copleston Debate on God (1948) no YouTube